# Glibovac
Glibovac (serbocroata cirílico: Глибовац) es un pueblo de Serbia perteneciente al municipio de Smederevska Palanka en el distrito de Podunavlje del centro del país.
En 2011 tenía 2083 habitantes. Casi todos los habitantes son étnicamente serbios.
Se conoce la existencia del pueblo en documentos del censo desde 1818-1822, cuando se menciona como una pequeña aldea de medio centenar de casas; no obstante, se sabe que el área estaba anteriormente habitada, pues aquí nació en el siglo XVIII Stanoje Glavaš, uno de los líderes de la Primera insurrección serbia. El pueblo se desarrolló notablemente como poblado ferroviario a finales del siglo XIX, al abrirse una estación del ferrocarril de Belgrado a Niš.
Se ubica en la periferia occidental de la capital municipal Smederevska Palanka, en la salida de la carretera 147 que lleva a Mladenovac.